# اما کیمیلاینن
اما الینا کیمیلاینن (زاده ۸ ژوئیه ۱۹۸۹) یک راننده مسابقه‌ای اهل فنلاند است.  او در حال حاضر در سری ای۱ (E1) شرکت می کند. او قبلاً در مسابقات قهرمانی سری زنان شرکت کرده است.

## زندگی شخصی
کیمیلاینن در کنار مسابقه‌های خود، به عنوان مجری رادیو و تلویزیون نیز کار می‌کند.  او همچنین در نسخه فنلاندی رقص با ستاره ها نیز ظاهر شده است.
او بین سال‌های ۲۰۱۲ تا ۲۰۲۱ با تیمو لیوسکی ازدواج کرد و صاحب یک دختر در سال ۲۰۱۳ شد. او در حال حاضر با سامی هیپیا، فوتبالیست سابق فنلاندی که ۱۶ سال از او بزرگتر است، در رابطه است.